# Danza macabra (libro)
Danza macabra (Danse Macabre) es un ensayo escrito por Stephen King en 1981 sobre la ficción de terror en la literatura, la prensa, la radio, las películas y los cómics, y sobre como este género ha influido en la cultura de Estados Unidos. Ganó el premio Hugo al mejor libro de no ficción en 1982.
En Danza macabra se examinan las variadas influencias que ha tenido el propio King en su proceso creativo y los textos más importantes del género de los siglos XIX y XX. Danza macabra explora la historia del género desde la época Victoriana, pero principalmente se centra en desde la década de los 1950s hasta la de los años 1980 (período en el que creció King). El autor explica en su libro con un conocimiento académico informal, discute los arquetipos, los autores más importantes, los recursos más comunes en la narrativa, "la psicología del terror" y su teoría clave del "horror dionisaco."

## Contexto
En la introducción, King muestra su agradecimiento a Bill Thompson, el editor de sus primeras cinco novelas publicadas y más tarde editor de Doubleday, por haberle inspirado en su creación. 

Pero en esa noche de noviembre, no demasiado después de Halloween, Bill me llamó y me dijo: ¿Por qué no escribes un libro acerca de todos los fenómenos de horror que has visto? Libros, películas, radio, televisión, todo. Si quieres, lo haremos juntos.

El concepto me intrigó y me asustó al mismo tiempo.

Thompson finalmente convenció a King que si escribía este libro no tendría que responder a tediosas y repetitivas preguntas sobre el tema en las entrevistas.

## Sinopsis
A pesar de que King utiliza sus apuntes de estudiante como columna vertebral del libro, Danza macabra presenta un estilo de escritura informal y no lineal. 
King comienza explicando las razones por las que escribió el libro y, a continuación, comienza a describir y a definir su macabro tema, especialmente en el capítulo titulado "Historias del Tarot". A pesar de su título este capítulo no tiene nada que ver con el famoso tarot. Sin embargo, King toma el término para describir sus observaciones acerca de los principales personajes tipo del género de terror, los cuales provienen de dos novelas británicas y una irlandesa: el vampiro (de Drácula), el hombre lobo (de El Dr. Jekyll and Mr. Hyde) y la cosa sin nombre (de Frankenstein). Cabe señalar que King no confunde a Mr. Hyde con el "tradicional" hombre lobo, sino que más bien considera al personaje como el origen del moderno arquetipo definido como hombre lobo; el arquetipo del malvado hombre lobo, sostiene King, deriva del lado más violento de la humanidad. 
Estos grandes arquetipos son revisados en su contexto histórico, que abarca desde sus orígenes hasta sus equivalentes de la época moderna, entre los que se incluyen los personajes de dibujos animados de los envases de cereales como Frankenberry y Conde Chocula. 
El capítulo "Una irritante pausa autobiográfica" comienza con una breve historia personal, habla de su infancia en el este rural de Maine y, posteriormente, explica la fijación que tenía con las imágenes de terror y horror en su infancia y que supo aprovechar de adulto con éxito. King hace una interesante comparación de la radiestesia de agua utilizando una varilla de madera de manzano de su abuelo con el repentino descubrimiento de a lo que él se quería dedicar durante el resto de su vida. Cuando estaba ordenando algunos viejos enseres en el desván con su hermano mayor, King descubrió una edición de bolsillo de una recopilación de relatos de H. P. Lovecraft que había pertenecido a su padre. El libro se encontraba en una caja que contenía otros libros que también eran de su interés. La caja con esos libros no fue su primer encuentro con el horror pero sí su primer encuentro con la ficción de fantasía y horror. Acerca del libro de H. P. Lovecraft, King declara:

"Así que este libro, cortesía de mi desaparecido padre, fue mi primera toma de contacto con un mundo que iba más allá de las películas B que proyectaban los sábados por la noche y de la ficción para niños de Carl Carmer y Roy Rockwell."(...) "Yo ya estaba en mi camino. Lovecraft ––gracias a mi padre–– abrió esa puerta, y se la había abierto a otros antes que a mí: Robert Bloch, Clark Ashton Smith, Frank Belknap Long, Fritz Leiber, y Ray Bradbury entre ellos.

A lo largo del libro, King reanuda su discusión sobre el género de terror haciendo observaciones detalladas acerca del horror en los diferentes medios de comunicación: comenzando con la radio, continúa hablando sobre el horror en el cine, después realiza una revisión crítica del terror en la televisión (refiriéndose a ella como “la teta de vidrio”) y, finalmente, concluye con un examen de la ficción de horror. 
En su crítica de la radio de Estados Unidos analiza programas tales como Suspense, Inner Sanctum o Boris Karloff, y alaba Lights Out de Arch Oboler. King llega a la conclusión de que en última instancia, como medio para difundir el horror, la radio es superior a la televisión y a las películas, ya que la radio requiere un uso más activo de la imaginación. 
A continuación, King dedica dos capítulos separados de horror en las películas. En el primero, "El cine americano moderno de horror", examina los clásicos del cine de horror como Curse of the demon, Horror en Amityville, y El exorcista. En el siguiente capítulo, "El cine de horror como Comida Basura", King evalúa las películas en blanco y negro de ciencia ficción características la década de 1950.
Seguidamente, King hace su más profunda crítica hacia la televisión, utilizando el término “La teta de vidrio” de Harlan Ellison para referirse a ella, y subtitulando el capítulo, "Este monstruo fue traído a ti por Gainesburgers". En este capítulo, repasa programas y series antológicas en el horror como The Outer Limits, The Twilight Zone, Sombras tenebrosas, Galería Nocturna, concluyendo que la televisión es "demasiado aburrida y carente de imaginación para manejar verdadero horror". 
En el capítulo "Ficción de horror", King describe y examina una amplia serie de novelas de terror escritas unas pocas décadas antes que Danza macabra, incluyendo Fantasmas de Peter Straub, The House Next Door de Anne Siddons Ríos, El increíble hombre menguante de Richard Matheson, La maldición de Hill House de Shirley Jackson, La feria de las tinieblas de Ray Bradbury, entre otros. Su contexto es fundamental para definir el impacto que han tenido sobre el género de terror y cómo han contribuido significativamente a la cultura popular. 
Además, King clasifica el género en tres niveles bien definidos, de mayor a menor: 1) el terror, 2) el horror, y 3) la repulsión. Describe el terror como "el más  elemento" de los tres y declara que es el que más se esfuerza por mantener en sus obras. Citando varios ejemplos, él define el "terror" como el momento de suspense antes de que el monstruo aparezca. El "horror", escribe King, es el momento en que uno ve la criatura/aberración que provoca el terror o el suspense, un “shock value”. King finalmente compara la "repulsión" con un acto reflejo, un nivel inferior y un truco barato. Aunque admite que a menudo recurre a ella en su creación siempre que resulta necesario, en sus propias palabras: 

"Reconozco el terror como la principal emoción, así que trato de aterrorizar al lector. Pero si me parece que no puedo aterrorizarle, voy a intentar horrorizarle, y si veo que no puedo horrorizarle, intentaré asquearle. No estoy orgulloso." 

- Datos: Q526884
- Multimedia: Danse Macabre (book) / Q526884